# Jasminum grandiflorum
Jasminum grandiflorum, còn được gọi là hoa nhài Tây Ban Nha, hoa nhài Hoàng gia, hoa nhài Catalan, và còn một vài tên gọi khác, là một loài hoa nhài có nguồn gốc từ Nam Á, bán đảo Ả Rập (Oman, Ả Rập Saudi), Đông Bắc Châu Phi (Eritrea, Ethiopia, Djibouti, Somalia, Sudan), Hồ Lớn châu Phi (Kenya, Uganda, Rwanda), và các khu vực Vân Nam và Tứ Xuyên của Trung Quốc. Loài này được trồng rộng rãi và được báo cáo đang được thuần hóa để sống trong tự nhiên ở République de Guinée, quần đảo Maldive, Mauritius, Réunion, Java, quần đảo Cook, Chiapas, Mỹ Latinh và phần lớn vùng Caribê.

## Mô tả
Đây là một loài cây bụi, mọc bò, thay lá hằng năm, có thể cao đến đến 2–4 m. Lá có chiều dài 5–12 cm, quanh cuống có khoảng 5–11 lá chét. Những bông hoa được mọc trong những cụm hoa mở, từng bông hoa đơn thì có màu trắng có vành, với một ống nền dài 13–25 mm và năm thùy dài 13–22 mm.  Hương thơm của hoa là độc đáo và ngọt ngào.

## Sử dụng
Ở Ấn Độ, lá của cây được sử dụng rộng rãi như một loại thuốc thảo dược ayurvedic còn hoa của cây thì được sử dụng để điểm thêm cho khăn trùm đầu của phụ nữ. Ở Pakistan, những cây này mọc hoang dã ở dãy Salt và Rawalpindi ở độ cao 500–1500 m. Jasminum grandiflorum có liên quan chặt chẽ đến, và đôi khi được xem như là một dạng của Jasminum officinale. Loài thực vật này còn được gọi là "saman pichcha" hoặc "pichcha" ở Sri Lanka. Các ngôi chùa Phật giáo và Hindu cũng thường sử dụng rất phong phú những bông hoa này.
Cây cũng được trồng rộng rãi như một cây cảnh ở vùng ôn đới ấm và cận nhiệt đới.
Bằng phương pháp chiết dung môi hoa, hoa có thể được chuyển thành concrete hoa nhài và tinh dầu hoa nhài (được bán dưới dạng hoa nhài nguyên chất). Cả hai sản phẩm đều có nhu cầu rất lớn trong ngành công nghiệp nước hoa.
Methyl jasmonate phân lập từ dầu hoa nhài của Jasinum gradiflorum đã dẫn đến việc phát hiện cấu trúc phân tử của hormone thực vật là jasmonate.